# Canville-la-Rocque
Canville-la-Rocque är en kommun i departementet Manche i regionen Normandie i norra Frankrike. Kommunen ligger i kantonen La Haye-du-Puits som tillhör arrondissementet Coutances. År 2022 hade Canville-la-Rocque 119 invånare.

## Befolkningsutveckling
Antalet invånare i kommunen Canville-la-Rocque
| Referens: INSEE |